# Gerrit Bals
Gerrit Bals (Utrecht, 18 ottobre 1936 – 20 maggio 2016) è stato un calciatore olandese, di ruolo portiere.

## Carriera

### Club
È stato uno dei pochi giocatori, con Ismaïl Aissati, Peter Hoekstra e Kenneth Perez, a passare dal PSV Eindhoven all'Ajax; era il capitano portiere titolare dell'Ajax nella finale di Coppa Campioni disputata a Madrid il 28 maggio 1969, persa contro il Milan per 4-1. Nel 1970 passò al Vitesse, quindi nella stagione 1973-1974 fu chiamato da Rinus Michels per disputare un'amichevole con il Barcellona, senza poi essere ingaggiato. Dal 1969 al 2022 ha detenuto il record di partite consecutive giocate con la maglia dell'Ajax (123), primato battuto da Dušan Tadić.

## Palmarès

### Club

#### Competizioni nazionali
- Campionato olandese: 5

PSV: 1962-1963
Ajax: 1965-1966, 1966-1967, 1967-1968, 1969-1970
- Coppa dei Paesi Bassi: 2

Ajax: 1966-1967, 1969-1970